# Цундель, Георг Фридрих

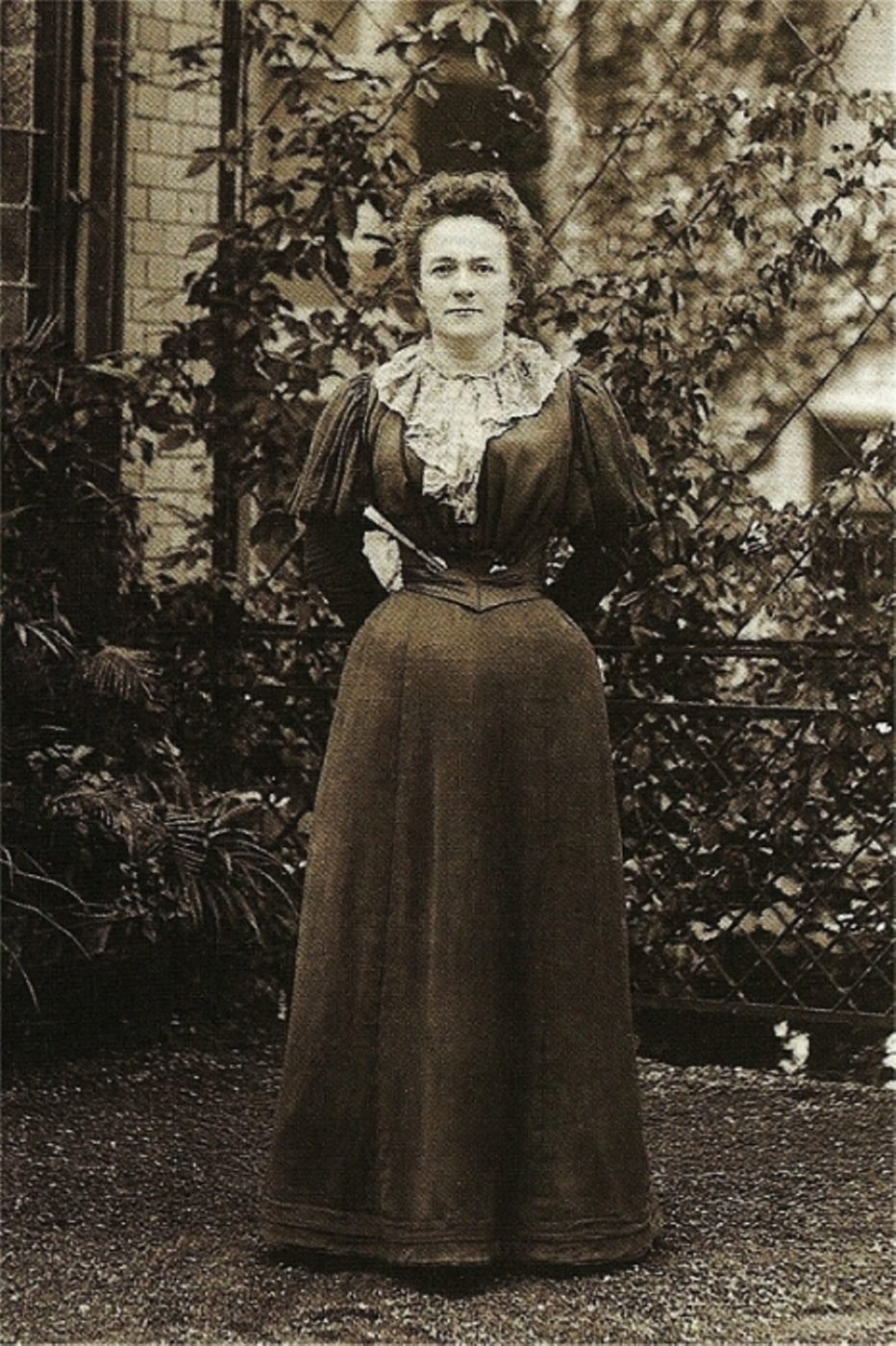
Клара Цеткин. 1897

Георг Фридрих Цу́ндель (нем. Georg Friedrich Zundel; 13 октября 1875, Вирнсхайм — 7 июня 1948, Штутгарт) — немецкий художник-портретист, политик-социалист и меценат. Второй супруг Клары Цеткин, зять промышленника Роберта Боша.

## Биография
Георг Фридрих — сын виноградаря и трактирщика, лишился матери в шесть лет и плохо уживался со второй супругой отца. В 14 лет покинул родительский дом и отправился в Пфорцхайм учиться на маляра. Выучившись, с 1891 года в течение шести лет работал в декорационной мастерской во Франкфурте и близко познакомился с жизнью рабочих. В 1897 году Цундель решил учиться на художника в школе художественных ремёсел в Карлсруэ, затем перевёлся в Штутгартскую художественную школу, которая в 1901 году получила академический статус. Цундель отлично учился, ему предоставили в школе мастерскую, в которой он мог работать над заказами и денежных затруднений не испытывал. Студентом Цундель познакомился с социалистическими идеями и тоже занялся борьбой с угнетателями и эксплуататорами. Учёба закончилась в 1898 году, когда он, открыто объявивший себя сторонником социал-демократии, был исключён из школы за участие в организации забастовки студентов-художников. Студентам с забастовкой помогала социалистка и борец за права женщин Клара Цеткин, которая в этот период работала в Штутгарте редактором женской газеты СДПГ Die Gleichheit.
Отчисленный Цундель оказался в очень трудном материальном положении, и Цеткин со своими связями помогла ему с мастерской и заказами. Цеткин и Цундель подружились, он часто бывал у неё дома. Постепенно восхищение мужественной и темпераментной революционеркой переросло в романтические чувства несмотря на то, что Клара была на 18 лет старше. Друзья, и особенно Август Бебель, хороший знаток людей, отговаривали товарища по политической борьбе от такого опрометчивого шага. Клара долго колебалась: возлюбленный происходил из крестьянской семьи, многое пережил, сочувствовал рабочему классу, но по своей душевной организации был скорее мечтателем, а не борцом. Решающее слово Цеткин оставила за сыновьями, как вспоминал сын Максим. Сыновья одобрили выбор матери и подружились с Фридрихом Цунделем.
Цундель и Цеткин официально оформили брак в 1899 году и прожили вместе до 1914 года. Цеткин была очень счастлива в браке с Цунделем. Высокие доходы Цунделя позволили ему приобрести хороший дом и даже автомобиль. Супруги проживали в загородном доме с садом и рощей и отдельным зданием мастерской в Зилленбухе под Штутгартом, который стал излюбленным местом сбора вождей социалистических организаций со всего мира. В гостях у Цеткин и Цунделя в Зилленбухе часто бывала Александра Коллонтай. В 1907 году в доме у Цунделя останавливался Ленин.
Идеологические взгляды Цунделя нашли отражение в его творчестве. В этот период была создана серия портретов рабочих, страдающих от голода и восстающих против капиталистического строя. Рабочих на своих крупных портретах Цундель лишал привычной обстановки, чтобы она не указывала на их происхождение, и тем самым ставил акцент на личности изображаемых. Цундель также написал несколько портретов жены. Предприниматель Роберт Бош в 1907 году заказал Цунделю портреты дочерей Паулы и Маргариты. Цундель продолжал активно содействовать работе штутгартской партийной организации, рисовал плакаты и оформлял зал для собраний, участвовал в создании интерьеров домов отдыха, внёс свой вклад в дискуссию о роли художественного творчества в социалистическом движении. Разлад в семье Цунделя наступил с началом Первой мировой войны на политической почве: супруги не сошлись во мнениях по вопросу возможности ведения нелегальными средствами борьбы против войны в лагере немецких левых под знаменем Карла Либкнехта.
В период до и после Первой мировой войны Цундель обратился к реалистической живописи и мифическим и религиозным мотивам на тему искупления. 

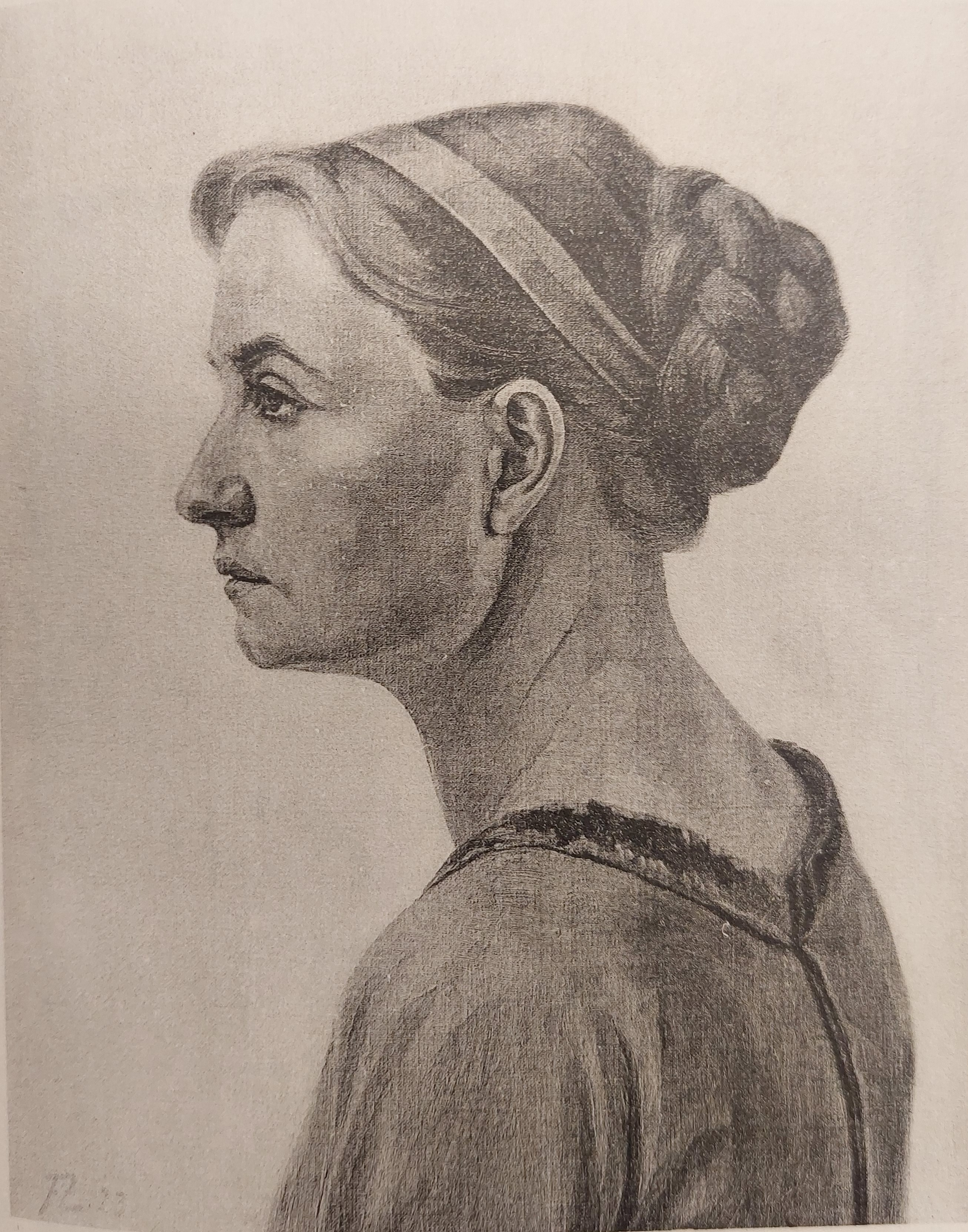
Паула Бош 1923 год

Развод с Цеткин был оформлен только в 1926 году. После развода с ней Цундель женился на Пауле Бош, портрет которой в детстве он когда-то написал. Обиженная Клара Цеткин в статье «Искусство и пролетариат» намекала на слабый характер мужа: «Слабые и хилые, они вначале устремляются к звёздам, но затем склоняются перед законами капиталистического общества и идут к нему в услужение». С Паулой Цундель переехал в усадьбу Бергхоф под Тюбингеном, которую для дочерей по проекту художника построил в 1921 году Роберт Бош. В Бергхофе Цундель продолжил заниматься искусством, а также увлёкся сельским хозяйством. В позднем периоде творчества Цунделя преобладают идеалистические мотивы с христианскими элементами. В браке с Паулой Бош родился сын Георг Цундель, в будущем физик и филантроп. Георг Фридрих Цундель похоронен на Тюбингенском городском кладбище.